# 杨蓉 (女民警)
杨蓉（？年—），女，中国山西省太原市公安局杏花岭分局三桥派出所金刚里社区民警，第十三届全国人大代表。
作为民警，杨蓉多年在社区服务，太原市公安局以她的名字命名成立了杨蓉警务室，这是太原市首批以个人命名的警务室。杨蓉警务室被山西省妇联评为巾帼文明岗。
她先后获得全国公安机关爱民模范、全国优秀人民警察、公安部情满万家·2017派出所好民警、全国妇女儿童维权先进个人、2016感动山西十大人物、山西省五一劳动奖章、山西省杰出政法干警多项荣誉。
杨蓉当选了山西省第十二届人大代表，太原市第十次、第十一次党代会党代表。2018年2月24日，当选为第十三届全国人大代表。